# Rapoltu Mare
Rapoltu Mare es una comuna ubicada en el distrito de Hunedoara, Rumania.

## Superficie
Cuenta con una superficie de 80,99 kilómetros cuadrados.

## Demografía
Hasta 2021 la población era de 1788 habitantes, con una densidad de población de 22,08 habitantes por kilómetro cuadrado.